# Terate (Kramatwatu)
Terate is een bestuurslaag in het regentschap Serang van de provincie Banten, Indonesië. Terate telt 4074 inwoners (volkstelling 2010).